# 367 до н. е.

## Події
- повалення тиранії Діонісія Старшого.
- з часу законів Ліцинія і Секстія (Leges Liciniae Sextiae), верховний посадовець став іменуватися консулом, а терміном «претор» стали позначати наступну після консула посаду.
- споруджено Храм Конкордії
- афінські народні збори ухвалили рішення про надання сідонському царю Абдаштарту І і його нащадкам проксенії (так звана «сідонська псефізма») і звільнили сідонських купців від сплати податку на іноземців (метекіона) і надзвичайного податку (ейсфори).

## Народились
- Птолемей I Сотер — діадох.

## Померли
- Діонісій I Сіракузький — сіракузький тиран.